# 青山 (東京都港区)

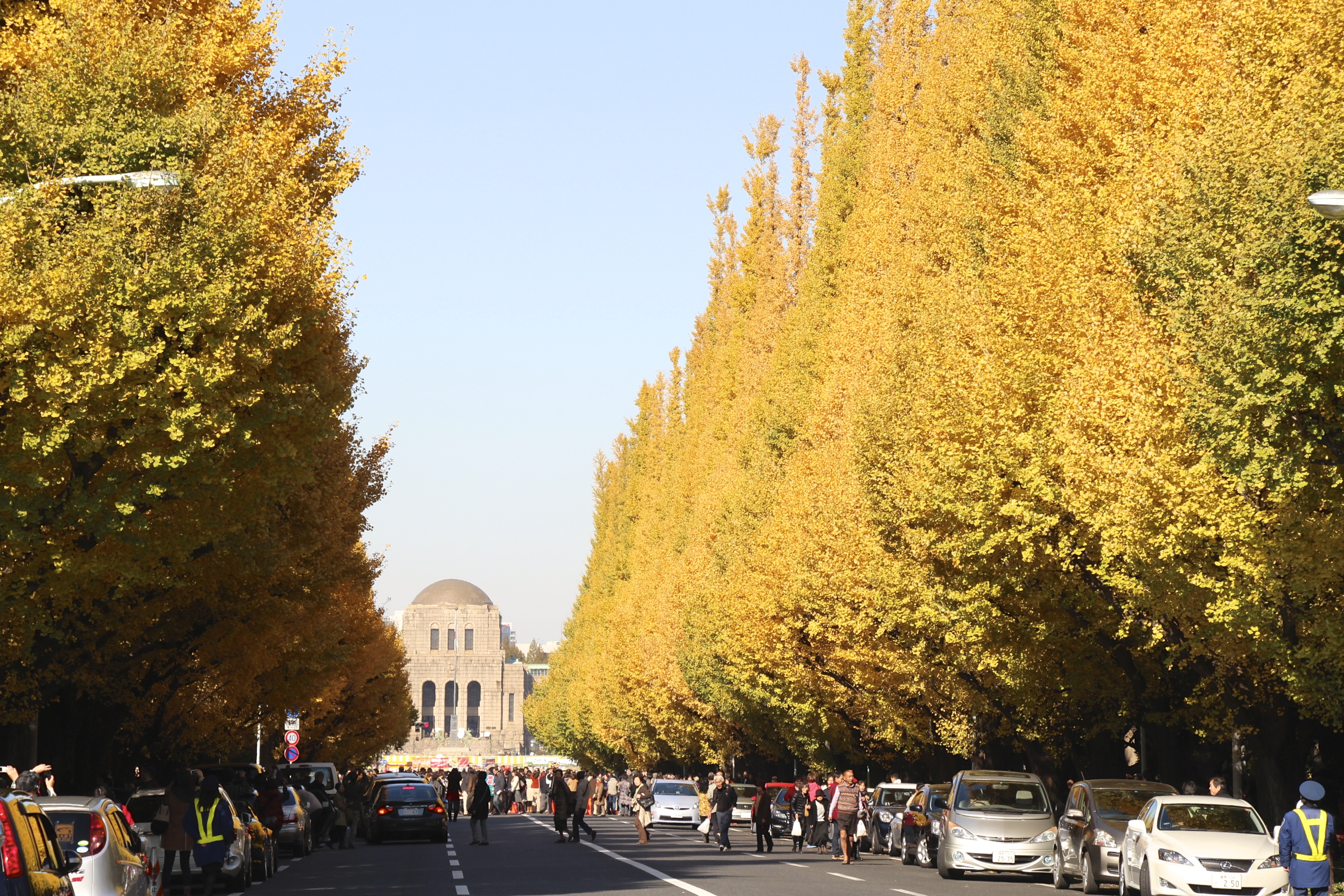
明治神宮外苑の銀杏並木

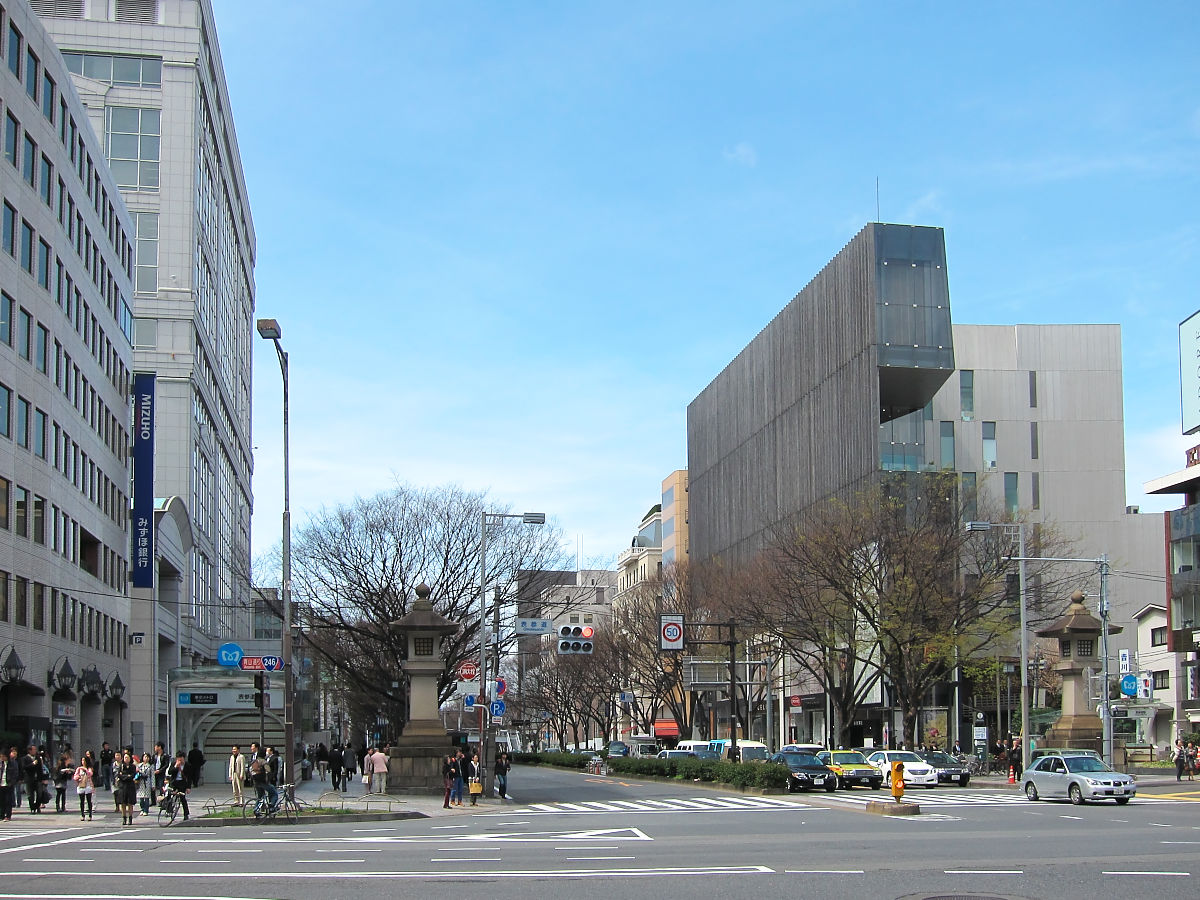
青山通りの表参道交差点。原宿方面の眺め

青山（あおやま）は、東京都港区西北部に位置する北青山および南青山の総称。青山という行政上の地名は存在しない。
現行行政地名は、北青山一丁目から三丁目、および南青山一丁目から七丁目。郵便番号は、107-0061（北青山）・107-0062（南青山）である。

## 概要・沿革

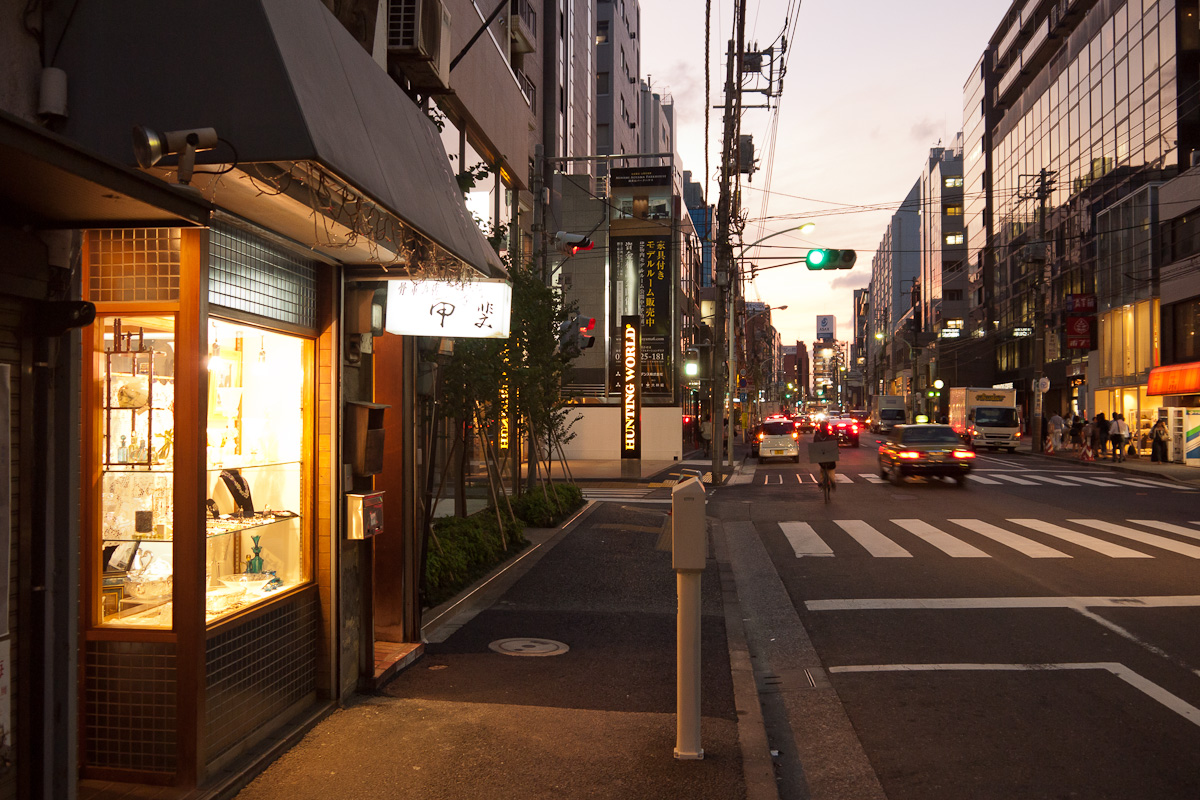
骨董通り

現在の明治神宮外苑から青山霊園まで含む地に、徳川家康の重臣であった青山家の青山忠成（1551 - 1613年）の広大な下屋敷（現在における別荘に該当）が置かれたことにちなみ、この付近一帯の町名に青山を冠した（赤坂青山○○町）ことが地名の起こりである。江戸時代中期までに幾度かの配置転換を繰り返した後、青山通りを挟んで北面に宗家の篠山藩の下屋敷や、現在の赤坂御用地の一画に中屋敷があった。南面には分家の屋敷が点在し、旗本屋敷や郡上藩の下屋敷があった。
青山家の支族が江戸時代中期に郡上藩（現岐阜県郡上市）を所領とした縁で、幸成系青山家（青山忠成の四男の家系）の菩提寺である南青山の梅窓院では、年に一度「郡上おどり in 青山」が催される。
江戸の街外れとして大名の下屋敷、庶民の町屋、雑木林などが広がる地域であったが、明治以降は中流の住宅街として発展。
第二次世界大戦直後は青山南町に戦災者向けのアパート（住宅営団戦災者住宅）が建設されたが、1948年2月15日に火災が発生してアパート3棟が全焼。死者4人、負傷者6人の被害が出た。
1964年東京オリンピックに合わせ大幅に拡張した厚木街道（大山街道）は青山通り（国道246号）として呼称が定着、以後は徐々に個人商店や民家、そしてアパートが雑居ビル、オフィスビル、マンション、高級ブティックや飲食店、あるいは美容院などに取って代わられた。庶民の住宅街だった青山は今日のおしゃれなイメージの街へと変貌を遂げるものの、南青山2 - 4丁目にはかつての庶民的な面影が昔日ほどではないが色濃く残る（高級住宅街の様相としては#関連項目参照）。
1970年6月23日に行われた70年安保に抗議するデモでは、青山が明治公園から日比谷公園に向かうデモ隊の通過点となり、青山三丁目や青山墓地下では学生らが機動隊に向け火炎瓶の投擲や投石を行い一帯が騒然となった。
表参道交差点・表参道駅からみゆき通り、骨董通り、キラー通りなどにわたって感度が高いブランドの旗艦店やブティック、セレクトショップなどのアパレル店舗が軒を並べる。70年代半ばから後半にパリコレに参加した故君島一郎や森英恵のほか、コシノジュンコ、イッセイミヤケ、コム・デ・ギャルソン、ヨウジヤマモト、ツモリチサトといった日本を代表する錚々たるブランドの旗艦店や、バレンシアガ、プラダ、ミュウミュウ、ジル・スチュアート、マックスマーラ、デュベティカ、モンクレール、アニエス・ベーから、ドルチェ&ガッバーナ、アクネ、ステラ・マッカートニーまで世界的ハイブランドの店舗が軒を連ねる。特に南青山5丁目界隈は付近の表参道・原宿エリアと並んで東京を代表する「ファッションの街」として知られる（神宮前 (渋谷区)#施設・名所も参照）。
表参道交差点・表参道駅付近はアパレルショップや飲食店などが多い一方で、青山霊園や明治神宮外苑からも近い北東部（北青山1〜2丁目・南青山1〜2丁目）の青山通り沿いはビジネス街としての性格が強く、本田技研工業や伊藤忠商事、楽天カード、楽天証券などが本社を置く。
1947年の港区成立後、後述する住居表示実施前は町名に複数の色名（赤坂の赤および青山の青）を含んでいた。

### 江戸時代の町名

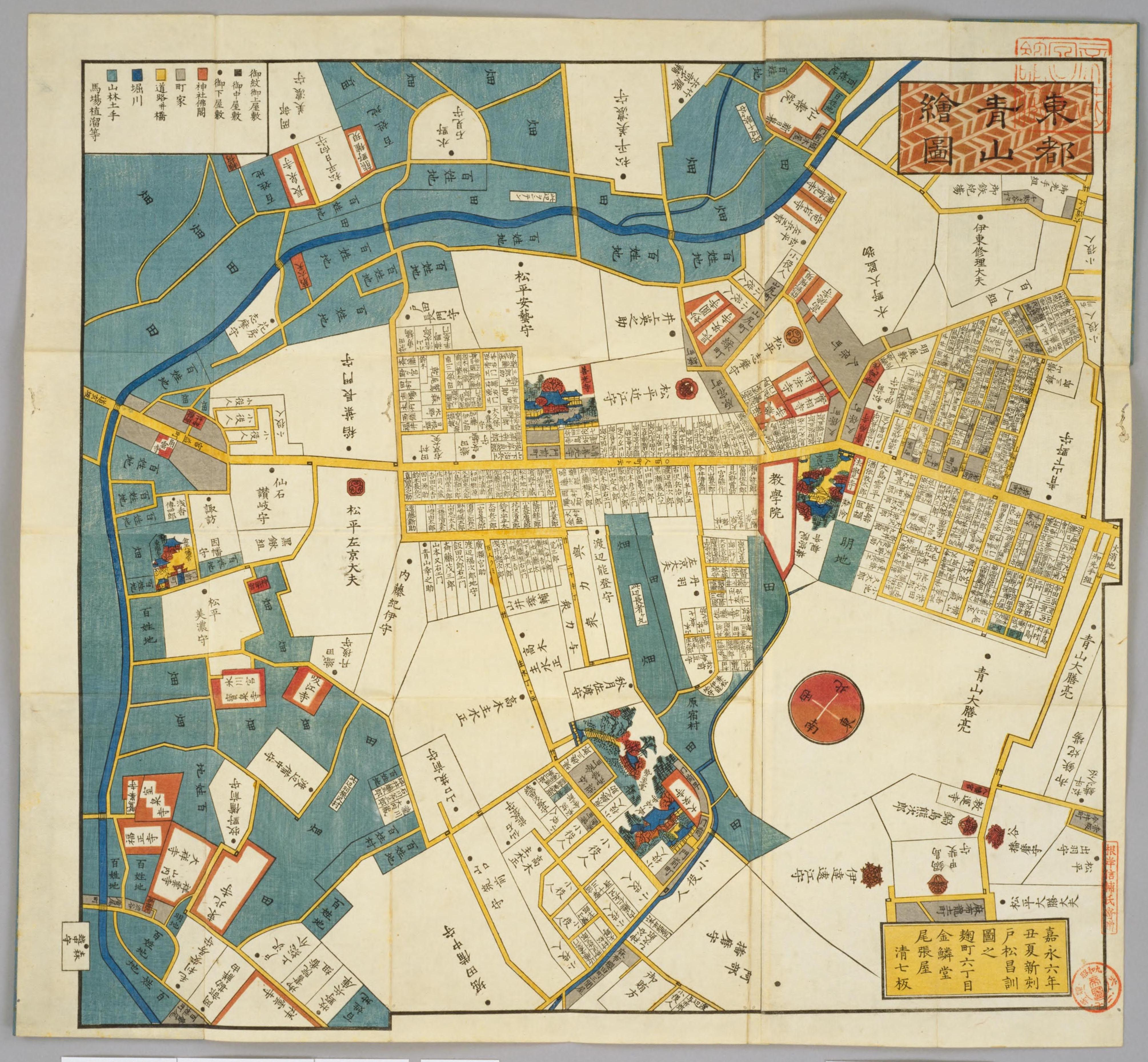
1853年の青山通り宮益坂上（左）～青山2丁目（右）、麻布長谷寺（中央下）近辺。根岸信輔蔵。

江戸時代初期には武家地、寺地であったが、江戸の拡大に伴い、主に外苑前駅北側を中心に町屋が成立した。
- 青山浅河町
- 青山御掃除町 - 慶応4年青山掃除町に改称
- 青山御手大工町 - 慶応4年青山手大工町に改称
- 青山御炉路町
- 青山久保町
- 青山五十人町
- 青山善光寺門前
- 青山原宿町 - 青山緑町とも
- 青山六軒町
- 青山若松町

武家地にも青山百人町等の通称が存在した。

### 明治期の町名
明治初年に細かな町名変更があった。

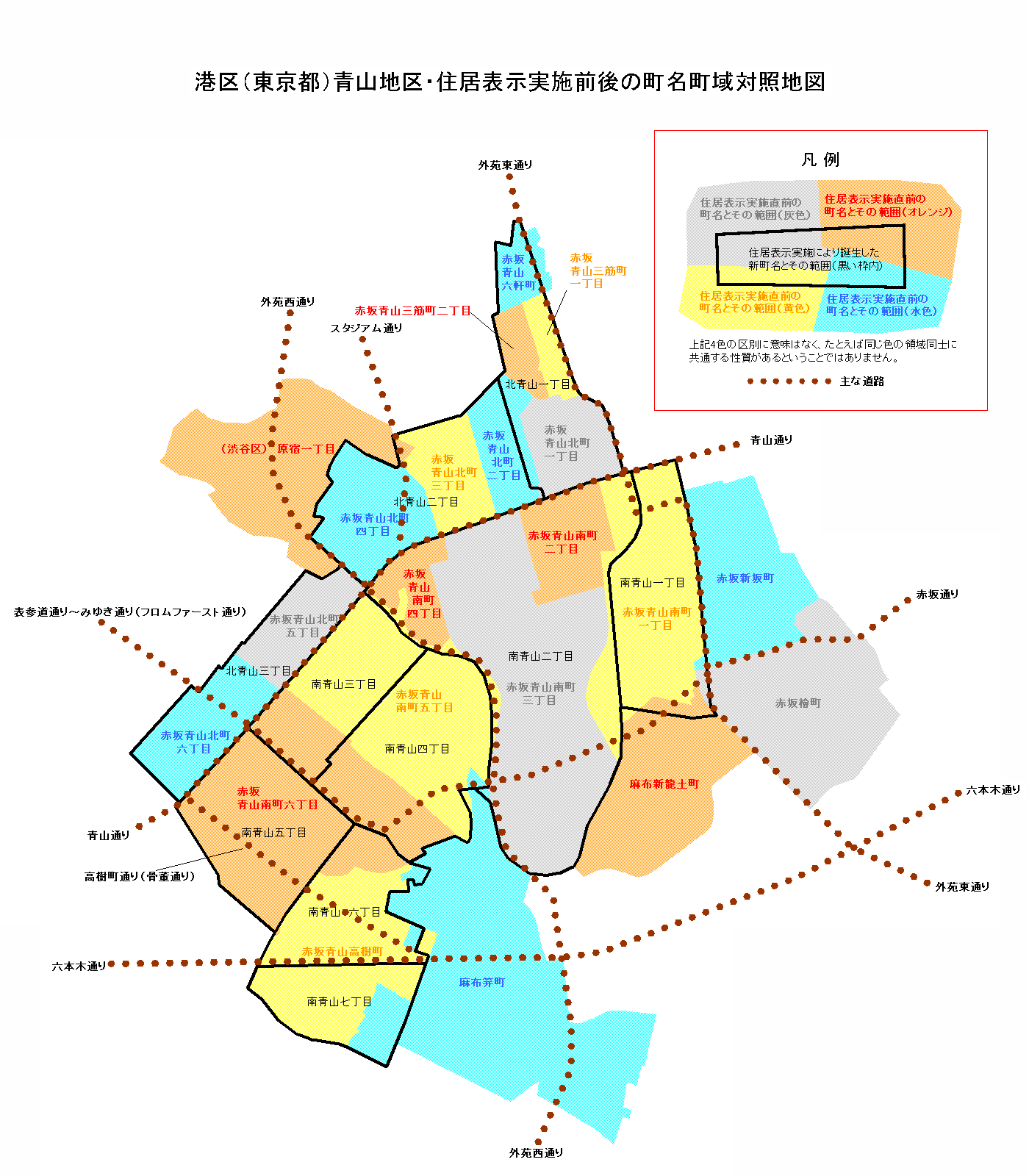
青山地区における住居表示実施前後の 町名町域対照地図

- 青山和泉町 - 明治3年青山浅河町、青山若松町、青山相生町、青山大和町が合併して成立
  - 青山相生町 - 明治2年青山路地町と青山五十人町が合併して成立
  - 青山大和町 - 明治2年青山掃除町と青山六軒町が合併して成立
- 青山善光寺町 - 明治2年青山善光寺門前が改称
- 青山北和泉町 - 明治3年麻布今井町飛地が改称

明治5年には武家地、寺地も含め以下の19町に整理された。
- 青山北町一～七丁目 - 青山和泉町、青山北和泉町、青山久保町、青山原宿町、青山善光寺町、武家地、寺地が合併して成立
- 青山南町一～七丁目 - 青山和泉町旧大和町域、武家地、寺地が合併して成立
- 青山高樹町 - 明治5年河内丹南藩高木家屋敷地他が合併して成立
- 青山権田原町 - 明治5年権田原三軒屋町と武家地が合併して成立
- 青山三筋町一・二丁目 - 武家地に成立
- 青山六軒町 - 武家地に成立、江戸時代の青山六軒町とは無関係

明治11年赤坂区に属した。明治22年このうち青山北町七丁目、青山南町七丁目は南豊島郡渋谷村に編入されてその大字となり、現在も渋谷区に属する。

### 住居表示
1966年（昭和41年）10月、住居表示実施に伴い町名と町域が変更され、この地区を横断する青山通りを境に北青山と南青山が成立した。
現在の北青山一丁目から三丁目と南青山一丁目から七丁目の範囲は、住居表示実施前の赤坂青山北町と赤坂青山南町のほぼ全域と、赤坂青山三筋町、赤坂青山高樹町を加えた範囲に相当する（このほか、隣接する麻布笄町、麻布新龍土町、原宿一丁目、赤坂檜町、赤坂新坂町のごく一部の区画を編入した）。赤坂青山六軒町の東側と赤坂青山権田原町だけは元赤坂二丁目への編入となる。
赤坂青山高樹町の名前は、首都高速道路のランプ『高樹町』や、六本木通りと骨董通りの交差点『高樹町交差点』などにその名を留めている。

## 教育
大学等
- 事業構想大学院大学
- アナハイム大学日本校 - 南青山2丁目旧盛田昭夫邸跡に所在する。

高等学校
- 長らく都立赤坂高校が南青山2丁目、現在の下記都立青山特別支援学校の地にあったが閉校。現在、高等学校施設は所在しない[✝ 1]。

中学校
- 都立青山特別支援学校
- 港区立青山中学校

小学校
- 都立青山特別支援学校
- 港区立青山小学校
- 港区立青南小学校

幼稚園・保育園
- 港区立青南幼稚園 - 南青山4丁目にある
- 港区青南保育室・第二青南保育室 - 同上
- 港区立青山保育園 - 北青山3丁目にある
- 港区立南青山保育園 - 南青山1丁目にある

## 施設

### 法人・商業施設
- コシノジュンコ本社 - 骨董通りの高樹町交差点界隈にあり、ブティックも置かれている。
- コム・デ・ギャルソン本社 - 南青山5丁目みゆき通り界隈にあり、ブティックも置かれている。
- JUN本社 - 南青山1丁目青山一丁目駅界隈に所在。
- ユミ・カツラ本社
  - 桂由美ブライダルハウス東京本店 - 南青山1丁目乃木坂駅界隈に所在。
- サマンサタバサジャパンリミテッド本社
- ワールド北青山オフィス
- クリストフル日本法人本社 - 仏の最高級銀食器メーカー。
- セリーヌ日本法人本社
- プラダ日本法人本社
- エミリオ・プッチ日本法人本社
- パンドラジュエリー日本法人本社
- スリーブセレクト本社（旧シーリージャパン本社）
- ニッカウヰスキー本社 - 骨董通りの中ほどにある。
- 伊藤忠商事東京本社 - 明治神宮外苑再開発計画により2030年代を目途に建て替え予定。
  - センチュリー21・ジャパン本社
- 日本オラクル本社 - 同上、2030年代を目途に建て替え予定。
- テピア（先端技術館@TEPIA） - 秩父宮ラグビー場に隣接。運営は経済産業省外郭団体一般財団法人高度技術社会推進協会。同上、2030年代を目途に建て替え予定。
- 健康保険組合連合会（健保会館）
- 帝国データバンク本社
- 本田技研工業本社
- 東海カーボン本社
- パソナグループ・パソナ本社 - 2022年にエイベックスが本社を三田に移転し、その跡に入居。エイベックスビルに建て替える前は住友生命ビルだった。
- JCB本社
- 日本交通公社 (公益財団法人)
- アヴァス日本法人本社 (Havas Creative Japan) - 旧アヴァス通信社が母体の世界的広告代理店の一つで、ヴィヴェンディ傘下仏アヴァス・グループ (Havas) の中核企業。
- ラガルデール・アクティブ・エンタープライズ・ジャパン - 仏メディア関連日本法人。「ELLE」等の関連商品を取り扱う。
- ハースト婦人画報社 - 上記「ELLE」等を日本で発行する。
- 一般財団法人小原流本部・ビギナーズスクール - いけばな小原流の本部等で小原流会館に入居。
- NHK文化センター本社・青山教室 - 新青山ビルに入居。
- PR TIMES本社
- 宣伝会議本社
- ギャガ本社
- 青二プロダクション本部
- イースト・グループ・ホールディングス
- オスカープロモーション本社
- スペースクラフト - 地名にちなみ南青山少女歌劇団を結成していたが2001年以降活動休止。
- 三桂
- ボン イマージュ
- 日本コロムビア本社
- 実業之日本社本社 - 2023年にゴマブックスが本社を移転し、その跡に入居。
- クレヨンハウス
- ナイアンティック（Niantic, Inc.）日本法人本社 - Google内のスタートアップ企業。
- ナビタイムジャパン本社
- USEN本社
- リノベる本社[3]（リノベる。東京 表参道本社ショールーム併設） - 骨董通りの中ほどのたつむら青山ビル [✝ 2] にある。
- ユニマットホールディング
- グローバルダイニング本社
- オーク表参道 - 表参道交差点界隈、ハナエモリビル跡にある。カフェやエンポリオ・アルマーニの店舗ブティック等が入る複合商業施設。
- 青山パラシオタワー - 表参道交差点界隈、旧青山ダイヤモンドホール跡にある。結婚式場やグッチの店舗ブティック等が入る複合商業施設。
- ONE表参道ビル - 表参道交差点にあるLVMHグループ日本法人の事務&ファッションフロアビル。エミリオ・プッチジャパン本社や、フェンディ、セリーヌ、ダナ・キャラン、ロエベの各ブティックがある。また、同交差点界隈にはフルラやロクシタンなどの旗艦店がある。
- 花の館・青山花茂本店 - 南青山5丁目交差点に古くからある花屋の花茂やカフェ等が入る複合商業施設。
- Ao - レストランやカフェバー、ブティック等が入る複合商業施設。
  - 紀ノ国屋本店
  - ドンク青山店 - 1966年に青山店が開店し、Aoに移転（2012年閉店）。
- マルシェ・ドゥ・メトロ - 表参道駅構内「エチカ」にあるカフェ等が入る複合商業施設。フランス語で「地下鉄市場」の意。
- 青山エムズタワー - 外苑前駅界隈の南青山3丁目交差点にある。
  - 東急ステイ青山プレミア（滞在型ホテル）
  - 東急ステイ青山レジデンス（家具付き賃貸マンション）
  - パサージュ青山（商業施設）
- the ARGYLE aoyama（ジ アーガイル アオヤマ） - 同上南青山3丁目交差点にある。旧青山ベルコモンズ跡地に建設されたオフィスから店舗、ホテルまでの複合商業施設。
  - 青山グランドホテル - 2020年8月開業
- ホテルアラマンダ青山 - 外苑前駅界隈にある。2016年6月開業。
- リンツ&シュプルングリー日本法人本社 - 南青山にある。また、表参道交差点にあったリンツ・ショコラカフェは2021年6月に表参道沿い（神宮前4丁目）に移転。界隈に同業他店のラ・メゾン・デュ・ショコラ、ピエール・エルメ・パリ、ラデュレ（2020年12月閉店）等が南青山5丁目交差点にかけて軒を連ねている。
- 小原流会館 - 南青山5丁目の骨董通り中ほどにある。
- スパイラル - 青山通り沿い南青山5丁目にある。
- フロム・ファーストビル (FROM 1st) - みゆき通り沿い南青山5丁目にある。
- 新青山ビル（青山ツインビル） - 南青山1丁目赤坂御所向かいにある。
- リビエラ本社 - 南青山3丁目キラー通り沿いに本社、結婚式場・スポーツジム・スパの複合商業施設リビエラ青山がある。逗子マリーナも所有。表参道界隈同様、近隣界隈にはテイクアンドギヴ・ニーズ青山迎賓館、カサ・デ・アンジェラ青山など結婚式場が多い。
- バルビゾンビル - 西麻布から広尾、白金、表参道界隈にかけてある貸しビル[✝ 3]。本社は南青山5丁目[4]。代表取締役の伊藤良三はコムサ・デ・モードの創業メンバーの一人。西麻布2丁目にあるブランディングやキットソンジャパン等が関連会社[5]。バルビゾンの名称はフランスの地名バルビゾンないしバルビゾン派から。
- パーク・コーポレーション本社 - ハラダフローリストなど表参道交差点界隈にいくつかある花屋のうち、青山フラワーマーケットを展開する。カフェを併設。その他同業のKFLORISTも南青山にあったが、赤坂8丁目に本社を移転。

海外関連団体
- 国際連合難民高等弁務官駐日事務所
- 国連UNHCR協会
- 駐日ブラジル大使館
- 駐日モロッコ王国大使館
- 駐日ツバル名誉総領事館
- イタリア政府観光局駐日事務所
- イタリア貿易振興会駐日事務所
- コスタリカ貿易省 センプロ・プロコマー駐日東京事務所
- 大連工業団地投資株式会社
- 中国 甘粛省駐日事務所
- フランス シャンパーニュ地方ランス駐日事務所
- フランス トゥーレーヌ地方駐日事務所
- マレーシア工業開発庁駐日東京事務所

### 公施設
- 明治神宮外苑 - 銀杏の並木道が北青山になる。同外苑再開発計画により2020 - 2030年代に大規模開発が予定されている。
- 青山公園
- 青山霊園（青山墓地）
  - 立山墓地
- 赤坂消防署 - 南青山2丁目の青山霊園事務所の至近にある。附近界隈には、花屋、石屋、墓地茶屋などの個人商店が点在する。
- 青山北町アパート - 青山通り沿い北青山3丁目にある都営住宅団地。2019年から北青山三丁目地区再開発事業に伴い、高層マンションの都営北青山三丁目アパートに順次建て替え。その他青山界隈の都営団地は、青山中学周りの北青山1丁目アパート、青山ツインビル裏手の南青山1丁目アパートがある。南青山1丁目アパートの一部は、パークアクシス青山一丁目タワーになった。一方、ピーコックストアやブルックス・ブラザーズ、オリンピック上層階は公団住宅になっているが、前2店の建物は再開発に伴い取り壊し、ブルックス・ブラザーズは2020年9月に南青山5丁目に（一時）移転。
- 青山児童館（及び青山保育園） - 北青山三丁目地区再開発事業に伴い、青山北町アパート取り壊し、高層マンションの都営北青山三丁目アパート建て替え計画により、2020年閉館し移転。
- 青山生涯学習館 - 南青山4丁目にある。青南幼稚園と同じ建物にあったが、青南小学校前に設けられた青南保育室と同じ建物に移転。

## 観光
名所

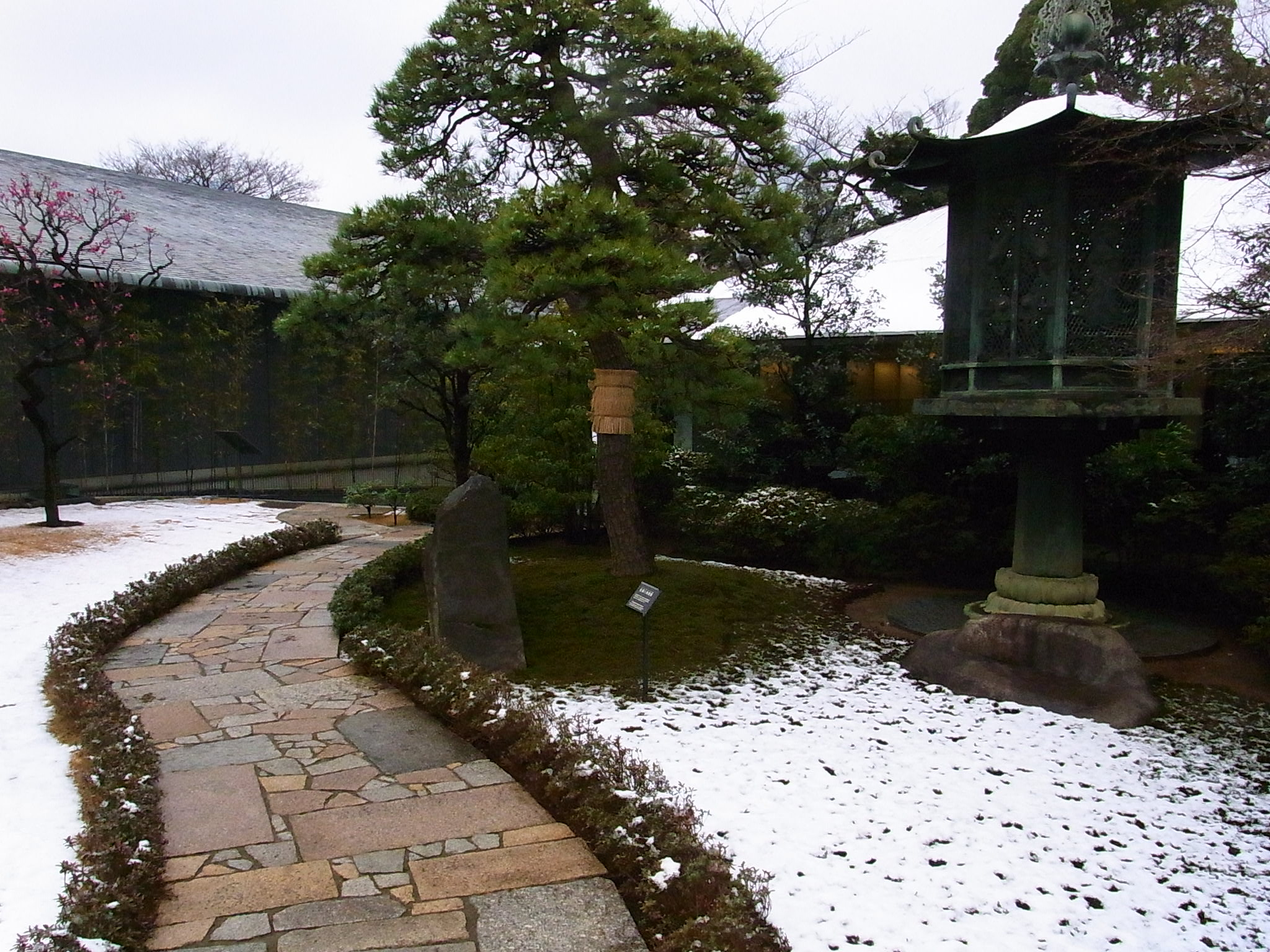
根津美術館の庭園雪景色

- 明治神宮外苑 - 銀杏の並木道が北青山になる。
- 秩父宮ラグビー場
- 根津美術館
- 岡本太郎記念館
- 青山霊園
  - 外人墓地

社寺
- 梅窓院 - 南青山側、外苑前駅出入り口至近にある。
- 善光寺 信濃善光寺青山別院 - 北青山の表参道交差点付近にある。

旧跡
- 赤坂消防署発祥の地記念碑 - 南青山2丁目
- 青山脳病院跡記念碑 - 南青山4丁目
- 高野長英隠れ家跡記念碑 - 南青山5丁目青山通り沿いスパイラル内

## 交通
鉄道
- 東京地下鉄 表参道駅（○銀座線、○千代田線、○半蔵門線）
- 東京地下鉄 外苑前駅（○銀座線）
- 東京地下鉄 青山一丁目駅（○銀座線、○半蔵門線）
- 都営地下鉄 青山一丁目駅（○大江戸線）

道路
- 国道246号（青山通り）
- 東京都道319号環状三号線（外苑東通り）
- 東京都道412号霞ヶ関渋谷線（六本木通り、骨董通り）
- 東京都道413号赤坂杉並線（みゆき通り、表参道）
- 東京都道414号四谷角筈線
- 東京都道418号北品川四谷線（外苑西通り、キラー通り）

首都高速道路・出入口
- 首都高速3号渋谷線

また、かつては東京都電車の電停（青山一、青山三、青山四、青山五、明治神宮前、青山六、青山南町が所在していた。

## 関係者
主な出身者
- 崇仁親王妃百合子 - 皇族（高樹町の高木子爵邸生まれ）
- 木戸幸一 - 内大臣、商工官僚
- 笹井醇一 - 海軍軍人
- 臼淵磐 - 海軍軍人
- 鈴木泉三郎 - 劇作家
- 丸岡九華 - 作家
- 斎藤茂太 - 作家
- 北杜夫 - 作家
- 長岡鉄男 - オーディオ評論家（青山生まれ。同潤会青山アパートメントや埼玉越谷等に居住）
- 松本隆 - 作詞家
- 大庭秀雄 - 映画監督
- 榎本健一 - コメディアン、男優
- 竹内良一 - 男優
- 萬屋錦之介 - 男優
- 中村嘉葎雄 - 男優
- 小畠絹子 - 女優
- 高林由紀子 - 女優
- 毬谷友子 - 女優
- 薬師丸ひろ子 - 女優（北青山生まれ）

主な過去の居住者やゆかりある人物
- 秋山庄太郎 - 写真家（南青山4丁目）[✝ 4]
- 秋山好古 - 陸軍軍人（青山表参道近辺に居住）[6]
- 阿刀田高 - 作家
- 荒木貞夫 - 陸相、陸軍軍人
- 糸川英夫 - 工学者、航空・宇宙工学者
- 上野十蔵 - 実業家、中外製薬創業者（南青山）
- 大友柳太朗 - 俳優 [7]
- 大山巌 - 陸軍軍人（厳密には現在の神宮前になる穏田のネッコ坂付近居住）[6]
- 岡田有希子 - 歌手（南青山6丁目）
- 岡本太郎 - 芸術家（南青山6丁目の岡本太郎記念館）
- 加藤紘一 - 政治家、外交官（南青山4丁目）[8][✝ 5]
- 加藤友三郎 - 首相、海軍軍人（南青山）
- 川村景明 - 陸軍軍人（北青山）[9]
- 霧立のぼる - 女優（南青山）
- 小山正孝 - 詩人、中国文学者
- 小林信彦 - 作家
- 齋藤茂吉 - 作家（南青山4丁目）
- 酒井法子 - 歌手、女優（南青山2丁目の青山ザ・タワー）
- 塩月弥栄子 - 茶道家、冠婚葬祭評論家（南青山[✝ 6]）
- 鈴木貞一 - 陸軍軍人、企画院総裁
- 鈴木宗男 - 政治家、代議士（南青山4丁目）[✝ 7]
- 田中義一 - 首相、陸軍軍人（北青山）[9]
- 土屋文明 - 歌人
- 角田房子 - 作家
- 東條英機 - 首相、陸軍軍人
- 徳富蘇峰 - 思想家、評論家（旧青山会館 (現在の南青山第一マンションズ) が建造された地に邸宅があった。）
- 中島久万吉 - 政治家、実業家（北青山）[9]
- 根津嘉一郎 - 実業家（南青山6丁目）
- 林真理子 - 作家、日本大学理事長（南青山5丁目骨董通り界隈）[10]
- 平岩外四 - 実業家、東京電力会長、経団連会長（南青山5丁目）[✝ 8]
- 堀悌吉 - 海軍軍人
- 向田邦子 - 作家（南青山5丁目）[✝ 8]
- 安川加壽子 - ピアニスト [11]
- 柳原愛子 - 大正天皇生母
- 山梨半造 - 陸相、陸軍軍人
- 山本五十六 - 海軍軍人（高樹町と現在の南青山5丁目に居住）[✝ 9]
- 山本義正 - 著述家、山本五十六の子（南青山5丁目）[✝ 9]
- 山本容子 - 版画家、挿画家（南青山の秋山庄太郎の家作・貸家に居住）

その他ゆかりある人物
- 青山忠成 - 戦国時代から江戸時代前期の大名、武将
- 高野長英 - 江戸時代末期の医師、蘭学者。麻布宮村町（元麻布2・3丁目）や麻布本村町（南麻布）、遠く郷里水沢や四国宇和島まで妻子と隠棲しながら逃避行を続けていたが、1850年10月30日に青山百人町（南青山5丁目）の隠棲先で南町奉行遠山景元配下の同心や捕方らに殴打の末に捕縛され絶命した。
- 西川虎之助 - 渋沢栄一や大倉喜八郎、浅野総一郎らの援助で1889年に日本の製氷事業のパイオニアの一つである青山製氷所を創業。
- 和合英太郎 - 青山製氷所から転じて大日本製氷（青山製氷所を含めのちのニチレイのルーツ）社長。「製氷王」と呼ばれた。
- 小汀利得 - 経済評論家[12]
- 藤山愛一郎 - 実業家、外相[✝ 10]